# Крутосхили
Крутосхи́ли — ботанічний заказник місцевого значення в Україні. Об'єкт природно-заповідного фонду Вінницької області. 
Розташований у межах Тиврівського району Вінницької області, між селами Довгополівка та Кліщів. 
Площа 25,5 га. Оголошений відповідно до Рішення 11 сесії Вінницької обласної ради 23 скликання від 17.12.1999 року. Перебуває у віданні Довгополівської сільської ради. 
Розташований на високому лівому березі річки Південний Буг між селами Довгополівка та Кліщів, де протягом 1,5 км формується цікавий строкатий рельєф. Це — чергування пологих трав'янистих схилів, уступів і поличок, невеликих вертикальних стінок до 10 м, виступаючих окремих валунів, осипів і рухляків. Загальна висота схилів над Південним Бугом до 60 м, нахил 45°, експозиція переважно південна, строкатість рельєфу зумовлює формування різноманітних рослинних угруповань. 
За геоботанічним районуванням України ця територія належить до Європейської широколистяної області, Подільсько-Бесарабської провінції, Вінницького (Центральноподільського) округу.
У щілинах вертикальних стінок, де ґрунту небагато, зростають аспленій північний, тонконіг стиснутий, перлівка трансільванська, нечуйвітер зонтичний, щавель горобиний, різушка Таля, червець багаторічний, очиток Рупрехта, багатоніжка звичайна. 
На уступах (0,2-0,5 м завдовжки на 1 м висоти) і невеликих полицях до 1 м завширшки формується комплекс різнотрав'я з такими рослинами: пирій середній, костриця овеча, перлівка трансільванська, бородач звичайний, тонконіг стиснутий, полин дніпровський, полин австрійський, постійними є волошка рейнська, щавель горобиний, підмаренник справжній, підмаренник м'який, молочай кипарисоподібний, самосил гайовий, маренка рожева, синяк звичайний, щебручка польова, гикавка сіра, цибуля круглоголова, конюшина польова, чебрець подільський, чистець прямий, дивина борошниста, чистотіл звичайний, звіробій звичайний, нечуйвітер зонтичний, нечуйвітер волохатенький, папороть чоловіча. Досить часто вузькими довгими смугами тягнуться угруповання з домінуванням очитку шестирядного. 
Своєрідні угруповання формуються на рухляках з уламків граніту і дрібнозему. Тут домінують самосил гайовий, прелівка трансільванська, бородач звичайний, також трапляється келерія гребінчаста, бромус японський, гіркуша нечуйвітрова, цибуля овочева, цибуля кругла, щавель кучерявий, волошка рейнська, парило звичайне, анізанта покрівельна, осока Отрубе, курячі ока польові, вероніка колосиста, в'юнок польовий, чистець прямий, нечуйвітер зонтичний, нечуйвітер волохатенький. 
У верхній частині схилу, по улоговинах, де добре розвинутий ґрунтовий покрив і граніти виходять на поверхню у вигляді поодиноких невеликих валунів, формується комплекс лучних і лучно-степових угруповань з тонконогом вузьколисним, кострицею овечою, кострицею валійською, пирієм повзучим, пирієм середнім та участю шавлії лучної, лядвенцю українського, перстачу темного, перстачу сріблястого, чистецю прямого, волошки рейнської, парила звичайного, віскарії звичайної, подорожника середнього, дивини борошистої, підмаренника справжнього, чебрецю подільського, дзвоників болонських, гикавки сірої, люцерни румунської, конюшини польової, деревио майже звичайного, полину дніпровського, маренки рожевої, рутвиці малої, наперстянки великоцвітої. 
Заказник цікавий наявністю добре сформованих на великій площі ксерофітних угруповань з переважанням аспленію північного, занесеного до списку рідкісних та зникаючих рослин Вінницької області, які взагалі в Лісовій та Лісостеповій зоні трапляються рідко. 
Заказник «Крутосхили» входить до складу регіональноно ландшафтного парку «Середнє Побужжя».

## Галерея

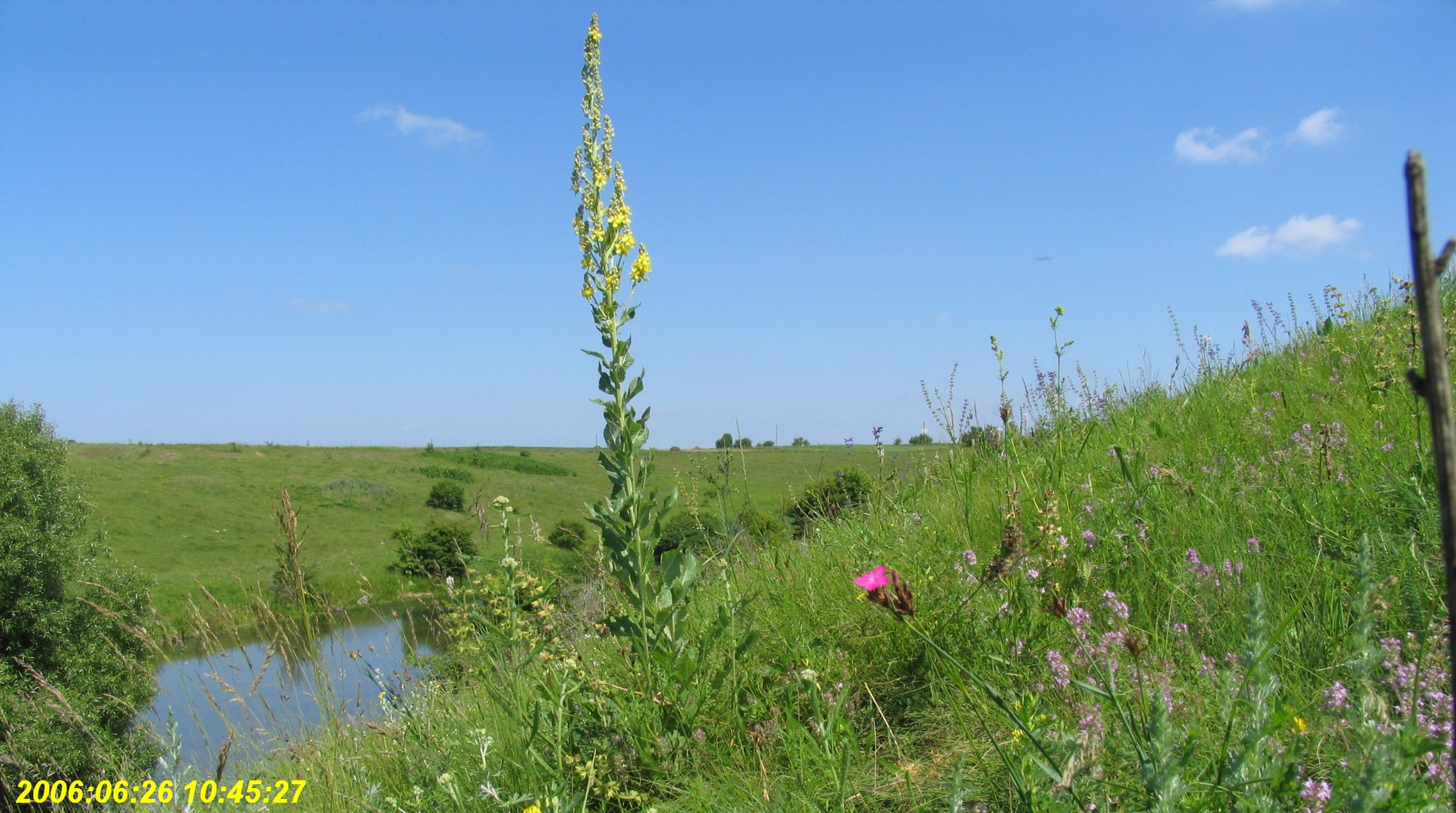
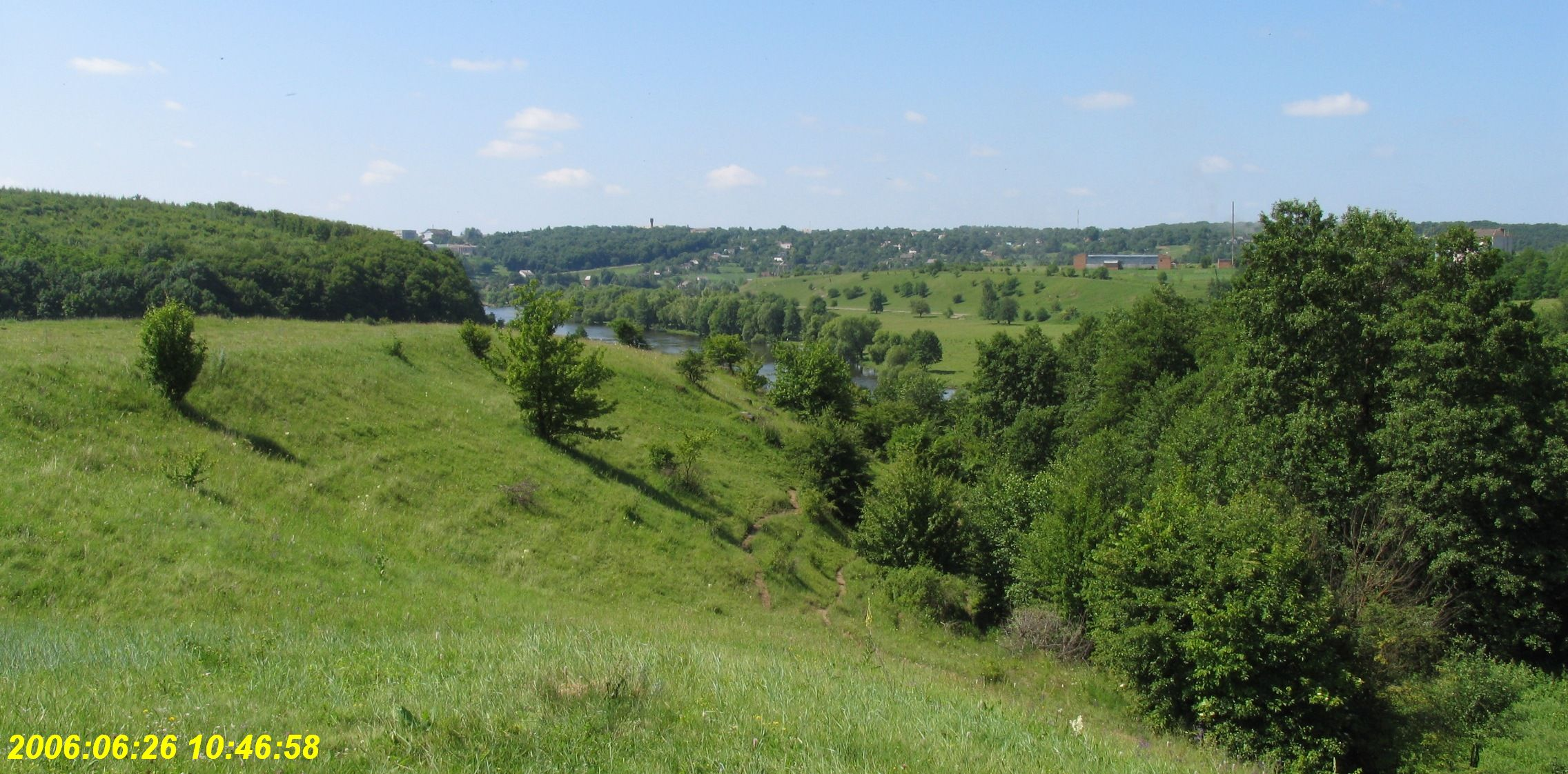
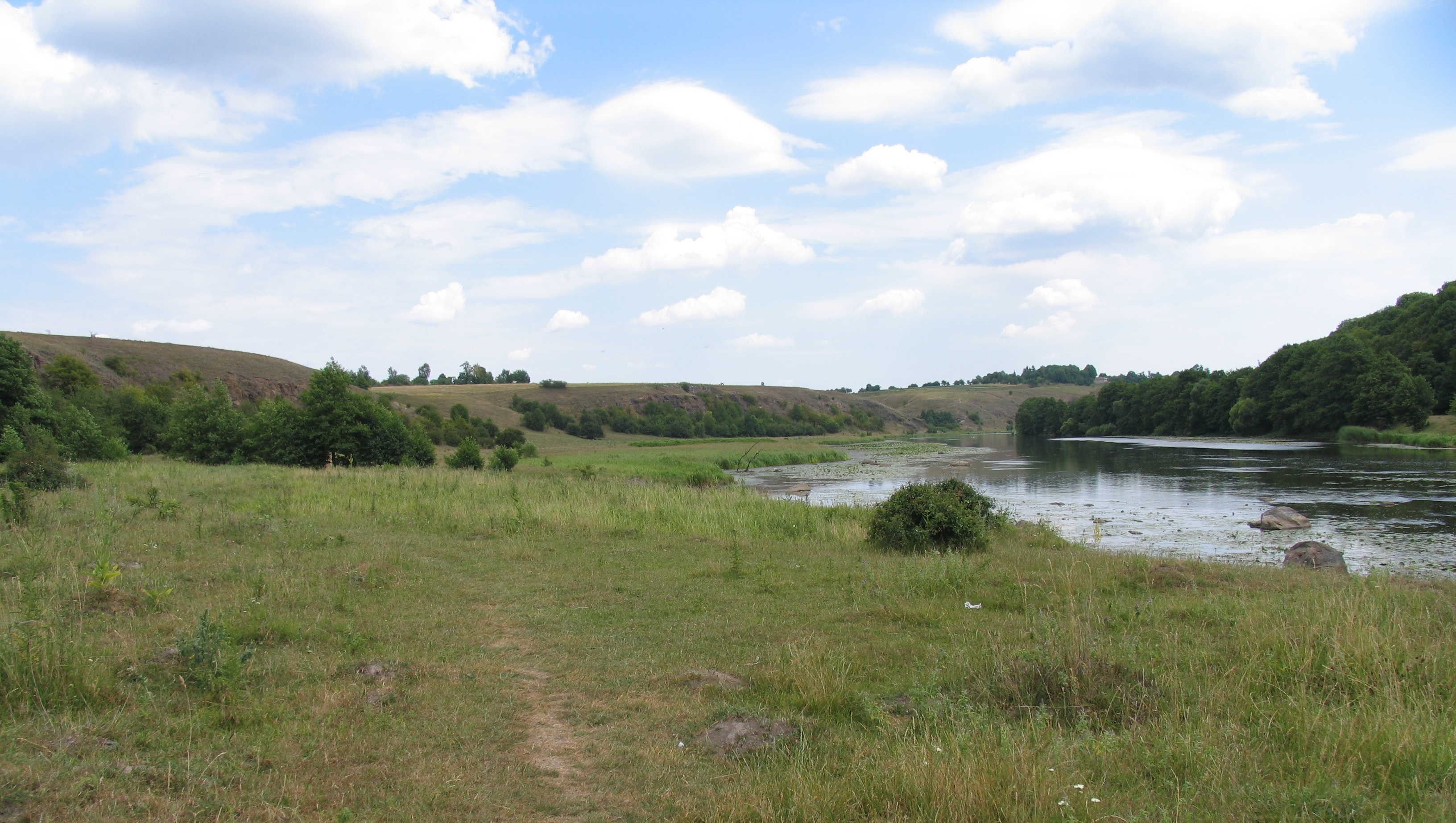